# دون أنتوني
دون أنتوني هو كاتب أغاني ومنتج أسطوانات كندي، ولد في 6 أبريل 1978 في برامبتون في كندا.